# Municipio de McDonald (Ohio)
El municipio de McDonald (en inglés: McDonald Township) es un municipio ubicado en el condado de Hardin en el estado estadounidense de Ohio. En el año 2010 tenía una población de 862 habitantes y una densidad poblacional de 7,76 personas por km².

## Geografía
El municipio de McDonald se encuentra ubicado en las coordenadas 40°35′11″N 83°46′5″O / 40.58639, -83.76806. Según la Oficina del Censo de los Estados Unidos, el municipio tiene una superficie total de 111.15 km², de la cual 111,13 km² corresponden a tierra firme y (0,02 %) 0,02 km² es agua.

## Demografía
Según el censo de 2010, había 862 personas residiendo en el municipio de McDonald. La densidad de población era de 7,76 hab./km². De los 862 habitantes, el municipio de McDonald estaba compuesto por el 98,61 % blancos, el 0,23 % eran afroamericanos, el 0,35 % eran amerindios, el 0,23 % eran de otras razas y el 0,58 % eran de una mezcla de razas. Del total de la población el 0,23 % eran hispanos o latinos de cualquier raza.